# 1999 en littérature de science-fiction
En 1999 la littérature de science-fiction a été marquée par les événements suivants.

## Romans
- Au tréfonds du ciel par Vernor Vinge.
- Babylon Babies par Maurice G. Dantec.
- Bios par Robert Charles Wilson.
- Le Chant du cosmos par Roland C. Wagner.
- Les Chasseurs stellaires d’Adumar par Aaron Allston.
- Confessions d'un automate mangeur d'opium par Fabrice Colin et Mathieu Gaborit.
- Le Dieu nu par Peter F. Hamilton.
- L'Échelle de Darwin par Greg Bear.
- Les Fables de l'Humpur par Pierre Bordage.
- Flashforward par Robert J. Sawyer.
- La Liberté éternelle par Joe Haldeman.
- La Maison des Atréides par Brian Herbert et Kevin J. Anderson.
- Prisonniers du temps par Michael Crichton.
- La Stratégie de l'ombre par Orson Scott Card.
- Temps par Stephen Baxter.
- Tomorrow's Parties par William Gibson.
- Le Triomphe de Fondation par David Brin.
- La Vengeance d'Isard par Michael A. Stackpole.

## Recueils de nouvelles et anthologies
- L'Archipel du Rêve par Christopher Priest.
- Escales 2000.
- Horizons lointains.
- Les Horizons divergents.
- Les Mondes d'Honor.

## Nouvelles
- L'Apopis républicain par Ugo Bellagamba.

## Bandes dessinées
- Le Fruit de la connaissance, 2e album de la série Universal War One, écrit et dessiné par Denis Bajram.